# 정성희 (언론인)
정성희(1963년 ~ )는 경상북도 포항 출신의 동아일보 논설위원이다.

## 학력
- ~ 1986년 한양대학교 언론정보대학원
- ~ 1982년 서울대학교 국사학 학사
- 수도여자고등학교

## 경력
- 1985년 동아일보 기자
- 1999년 동아일보 편집국 생활부 기자
- 2003년 동아일보 사회2부 차장
- 2005년 3월 동아일보 교육생활부 부장
- 2006년 7월 동아일보 논설위원실 논설위원
- 2012년 4월 제25대 한국여기자협회 회장
- 2014년 12월 제2기 국가과학기술자문회의 과학기술기반분과 자문위원
- 2014년 12월 사회보장위원회 민간위원
- 2017년 12월 동아일보 미디어연구소 뉴스연구팀 팀장
- 2018년 12월 ~ 동아일보 미디어연구소 소장
- 서울대 언론정보학과 교수
- 2050 탄소중립위원회 국민참여 분과위원회 위원
- 해양경찰위원회 위원

## 방송 출연
- 2013년 채널A 《신문 이야기 돌직구쇼 플러스》

## 수상
- 2012년 제29회 최은희 여기자상
- 2012년 국민훈장 동백장
- 2011년 제7회 한국참언론인대상 논설부문